# Hiroyuki Ebihara
Hiroyuki Ebihara (jap. 海老原博幸 Ebihara Hiroyuki; ur. 26 marca 1940 w Tokio, zm. 20 kwietnia 1991 w Tokio) – japoński bokser, dwukrotny zawodowy mistrz świata kategorii muszej.
Rozpoczął karierę boksera zawodowego w 1959. Do końca 1963 walczył wyłącznie w  Japonii. Stoczył w tym czasie 40 walk, z których przegrał tylko jedną (24 grudnia 1960 pokonał go przyszły mistrz świata Masahiko „Fighting” Harada) i jedną zremisował, a 38 zakończyło się jego zwycięstwem. 31 grudnia 1962 wygrał na punkty z innym przyszłym mistrzem świata Chartchaim Chionoim.
18 września 1963 w Tokio Ebihara znokautował w 1. rundzie mistrza świata w wadze muszej Pone Kingpetcha i odebrał mu pas mistrzowski. W rewanżu 23 stycznia 1964 w Bangkoku Kingpetch wygrał niejednogłośnie na punkty i odzyskał tytuł mistrza świata.
Następnie Ebihara wygrał kolejne 14 walk, w tym dwie z Efrenem Torresem (30 kwietnia 1964 w Los Angeles niejednogłośnie na punkty oraz 5 maja 1965, również w Los Angeles, przez techniczny nokaut w 7. rundzie). 15 lipca 1966 w Buenos Aires  zmierzył się w walce o mistrzostwo świata federacji WBA w wadze muszej z obrońcą tytułu Horacio Accavallo, ale przegrał jednogłośnie na punkty. W walce rewanżowej, gdzie również tytuł był stawką, Accavallo zwyciężył niejednogłośnie. Po tej walce Accavallo zakończył karierę bokserską.
WBA wyznaczyła do walki o wakujący tytuł Ebiharę i José Severino. 30 marca 1969 w Sapporo Ebihara zwyciężył na punkty i ponownie został mistrzem świata. Stracił tytuł już w pierwszej obronie 19 października tego roku w Osace po porażce z Bernabe Villacampo. Po tej walce zakończył karierę. Zmarł w 1991.
Jeden z pokémonów Hitmonchan jest w wersji japońskiej zwany Ebiwarā od nazwiska Ebihary.